# Warcino
Warcino (kaszb. Warcëno, niem. Varzin) – wieś w Polsce położona w województwie pomorskim, w powiecie słupskim, w gminie Kępice przy drodze wojewódzkiej nr 208. W kierunku północno-zachodnim, przy granicy z województwem zachodniopomorskim znajduje się jezioro Lewarowe.

## Historia

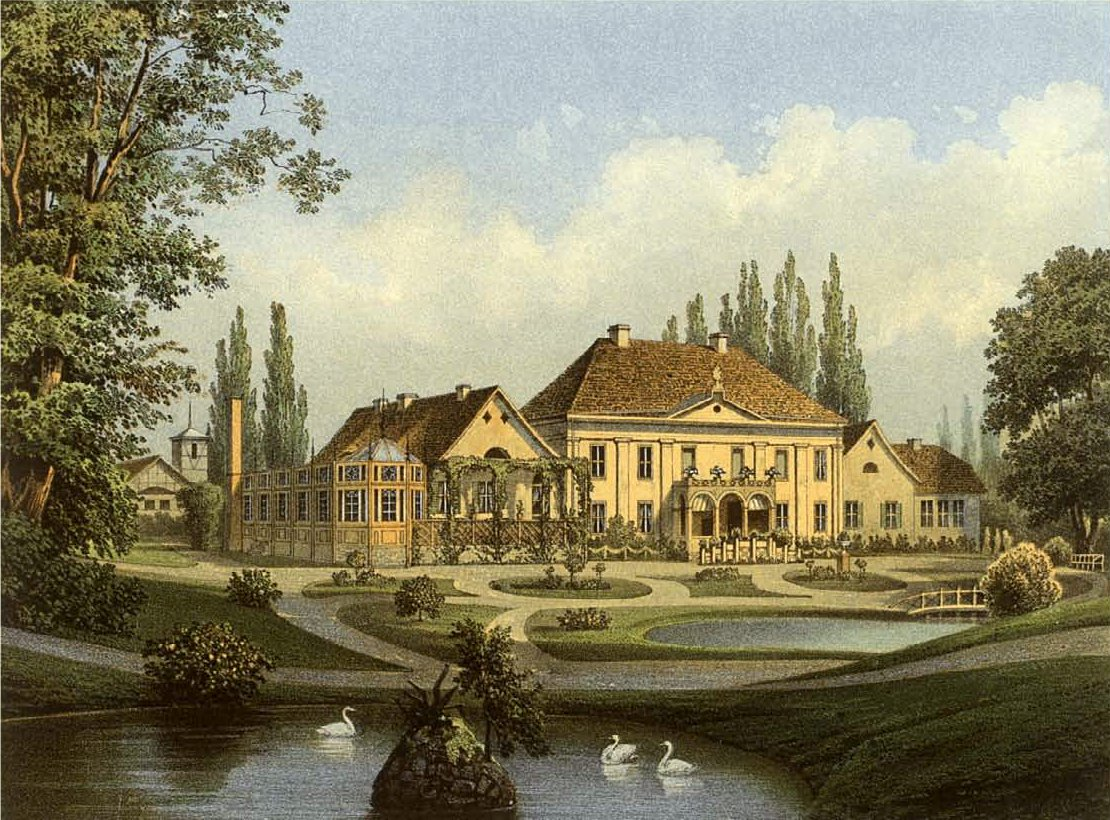
Pałac w Warcinie, 2. połowa XIX w.

W latach 1945–1954 siedziba gminy Warcino. W latach 1975–1998 miejscowość leżała w województwie słupskim.
W latach 1867–1945 dobra warcińskie należały do rodziny Bismarcków. Kanclerz Otto von Bismarck nabył XVII-wieczny dwór w 1867 roku. 16 września 1894 przybyła tu do Bismarcka delegacja Niemców z Poznańskiego, a kanclerz wygłosił do niej przemówienie, w którym wskazał polską szlachtę i duchowieństwo jako głównych antyrządowych przywódców ludu polskiego, podżegających do wystąpień przeciw Prusakom. Sam lud polski traktował natomiast jako element bierny i lojalny wobec zaborcy.
Zachował się zespół pałacowy i zespół dworski położone w parku krajobrazowym o pięknym drzewostanie m.in. 100 drzew pomnikowych. Pałac powstał w XVII wieku i był wielokrotnie rozbudowywany, najstarsze jest późnorenesansowe skrzydło z 1664, które pierwotnie było dworem myśliwskim. W 1874 dobudowano neobarokowe, piętrowe, a pod koniec XIX wieku powstało neoklasycystyczne skrzydło południowe i neorenesansowa wieża. Przed pałacem pomnik Marii Konopnickiej. W pałacu przekształconym w szkołę leśną na uwagę zasługują sala kominkowa z masywnym biurkiem Bismarcka i zielonym kominkiem oraz hall główny z licznymi trofeami myśliwskimi. W elewacji północnej epitafium poświęcone Motylkowi, ulubionemu koniowi kanclerza. Obecnie w kompleksie pałacowym mieści się Technikum Leśne im. prof. Stanisława Sokołowskiego.
Szachulcowy zespół dworski z I poł. XIX w. złożony z dworu, stajni, spichlerza, stajni, wozowni i obory.
Do atrakcji Warcina należy również ogród botaniczny i bukowy park leśny z kaplicą rodzinną Bismarcków z 1860. Doskonale utrzymany park charakteryzuje się dużą liczbą drzew i krzewów, w tym wielu egzotycznych. Jednym z najokazalszych drzew jest pomnikowy świerk pospolity. To około 200-letnie drzewo o obwodzie pnia 386 cm i wysokości 34,5 m (w 2013). W sąsiadującej z pałacem wozowni znajdowało się Centrum Edukacji Regionalnej, obecnie budynek należy do szkoły.
W Warcinie znajduje się leśna ścieżka edukacyjna.
W Warcinie została pochowana żona Ottona von Bismarcka – Johanna von Puttkamer. Przebywał tu z wizytą Heinrich Tiedemann.

### Kościół
W 2012 został otwarty szesnastowieczny poewangelicki, szachulcowy kościół, który przeniesiono z pobliskiego Ciecholubia. W dużo mniejszym Ciecholubiu kościół popadł w ruinę. Został rozebrany i odbudowany, by uchronić go przed zawaleniem.